# Clubuchziz
Der Ort Clubuchziz ist eine Wüstung im heutigen Landkreis Mecklenburgische Seenplatte im zentralen Mecklenburg-Vorpommern.

## Überliefertes
Clubuchziz wurde erstmals im Jahr 1178 erwähnt und befand sich vermutlich nahe Wagun bei Dargun, nördlich des Kummerower Sees. Die letzte Erwähnung im Jahr 1282 benennt diesen Ort als Clobezowe. Die Gründe für die Aufgabe des Dorfes sind nicht bekannt.
Der Ort wurde 1219 als ewiger Besitz an das Kloster Dargun vermacht, zu diesem Zeitpunkt bestand der Besitz wohl nur aus wenigen Hofstätten. Eine 1248 ausgefertigte herzogliche Güterbestätigung listet allen Landbesitz des Klosters Dargun auf, hierbei wird Clubuchziz nicht erwähnt, möglicherweise ein Indiz für eine erste Aufgabe der Siedlung und Bestätigung für deren geringe Größe.
In einer 1282 notierten Liste der Klostergüter erscheint Clubuchziz nochmals, dieser geschenkte Grundbesitz wurde zuvor schon mit Wagun vereinigt und vom Kloster selbst als Grangie bewirtschaftet.

## Ortsnamen
Der Ortsname ist slawischen Ursprungs und bezeichnet die Eigenschaft eines Familien-, Sippen- oder Siedlungsmitglieds (Klobucek).